# SIX2
SIX2 (англ. SIX homeobox 2) – білок, який кодується однойменним геном, розташованим у людей на короткому плечі 2-ї хромосоми.  Довжина поліпептидного ланцюга білка становить 291 амінокислот, а молекулярна маса — 32 286.
| 10         |  | 20         |  | 30         |  | 40         |  | 50         |
| ---------- |  | ---------- |  | ---------- |  | ---------- |  | ---------- |
| MSMLPTFGFT |  | QEQVACVCEV |  | LQQGGNIERL |  | GRFLWSLPAC |  | EHLHKNESVL |
| KAKAVVAFHR |  | GNFRELYKIL |  | ESHQFSPHNH |  | AKLQQLWLKA |  | HYIEAEKLRG |
| RPLGAVGKYR |  | VRRKFPLPRS |  | IWDGEETSYC |  | FKEKSRSVLR |  | EWYAHNPYPS |
| PREKRELAEA |  | TGLTTTQVSN |  | WFKNRRQRDR |  | AAEAKERENN |  | ENSNSNSHNP |
| LNGSGKSVLG |  | SSEDEKTPSG |  | TPDHSSSSPA |  | LLLSPPPPGL |  | PSLHSLGHPP |
| GPSAVPVPVP |  | GGGGADPLQH |  | HHGLQDSILN |  | PMSANLVDLG |  | S          |

A: Аланін

C: Цистеїн

D: Аспарагінова кислота

E: Глутамінова кислота

F: Фенілаланін

G: Гліцин

H: Гістидин

I: Ізолейцин

K: Лізин

L: Лейцин

M: Метіонін

N: Аспарагін

P: Пролін

Q: Глутамін

R: Аргінін

S: Серин

T: Треонін

V: Валін

W: Триптофан

Кодований геном білок за функцією належить до білків розвитку. 
Задіяний у такому біологічному процесі як поліморфізм. 
Білок має сайт для зв'язування з ДНК. 
Локалізований у ядрі.